# Childersburg, Alabama
Childersburg je mesto, ki se nahaja v okrožju Shelby v ameriški zvezni državi Alabama.
Leta 2000 je naselje imelo 4.927 prebivalcev na 20,5 km². 4 milje severno od mesta se nahaja Alabama Army Ammunition Plant.